# Movimento para Alternância Democrática
O Madem G-15, (oficialmente Movimento para Alternância Democrática) é um partido político na Guiné-Bissau fundado por ex-membros do PAIGC em 2018. Notavelmente, ganhou 27 ,o segundo mais assentos, de 102 assentos na eleição legislativa de 2019 da Guiné-Bissau em sua primeira exibição eleitoral. Em 28 de fevereiro de 2020, Umaro Sissoco Embaló, membro do Madem G-15, assumiu o cargo de Presidente da Guiné-Bissau em uma eleição contestada.

## Resultados eleitorais

### Eleições presidenciais
| Data | Candidato apoiado    | 1.ª Volta | 1.ª Volta | 1.ª Volta     | 2.ª Volta | 2.ª Volta | 2.ª Volta     |
| Data | Candidato apoiado    | CI.       | Votos     | %             | CI.       | Votos     | %             |
| ---- | -------------------- | --------- | --------- | ------------- | --------- | --------- | ------------- |
| 2019 | Umaro Sissoco Embaló | 2.º       | 153 530   | 27,65 / 100,0 | 1.º       | 293 359   | 53,55 / 100,0 |

### Eleições legislativas
| Data | CI. | Votos   | %   | +/- | Deputados | +/- |
| ---- | --- | ------- | --- | --- | --------- | --- |
| 2019 | 2.º | 126 835 | 26% | ND  | 27        | ND  |